# A magyar labdarúgó-bajnokságok rendszere
| Szint   | Bajnokság(ok)/Csoport(ok) 2023–2024                                                          | Bajnokság(ok)/Csoport(ok) 2023–2024                                                                   | Bajnokság(ok)/Csoport(ok) 2023–2024                                    | Bajnokság(ok)/Csoport(ok) 2023–2024                                                           | Bajnokság(ok)/Csoport(ok) 2023–2024                                   | Bajnokság(ok)/Csoport(ok) 2023–2024                                                   | Bajnokság(ok)/Csoport(ok) 2023–2024                                               | Bajnokság(ok)/Csoport(ok) 2023–2024 | Bajnokság(ok)/Csoport(ok) 2023–2024                            | Bajnokság(ok)/Csoport(ok) 2023–2024              | Bajnokság(ok)/Csoport(ok) 2023–2024                              | Bajnokság(ok)/Csoport(ok) 2023–2024                                          | Bajnokság(ok)/Csoport(ok) 2023–2024                                  | Bajnokság(ok)/Csoport(ok) 2023–2024                                                                | Bajnokság(ok)/Csoport(ok) 2023–2024                                | Bajnokság(ok)/Csoport(ok) 2023–2024                                                                                         | Bajnokság(ok)/Csoport(ok) 2023–2024                                  | Bajnokság(ok)/Csoport(ok) 2023–2024                                                  | Bajnokság(ok)/Csoport(ok) 2023–2024                                                         | Bajnokság(ok)/Csoport(ok) 2023–2024                                                    |
| ------- | -------------------------------------------------------------------------------------------- | --- | ---------------------------------------------------------------------- | --------------------------------------------------------------------------------------------- | --------------------------------------------------------------------- | ------------------------------------------------------------------------------------- | --------------------------------------------------------------------------------- | --- | -------------------------------------------------------------- | ------------------------------------------------ | ---------------------------------------------------------------- | ---------------------------------------------------------------------------- | -------------------------------------------------------------------- | -------------------------------------------------------------------------------------------------- | ------------------------------------------------------------------ | --- | -------------------------------------------------------------------- | ------------------------------------------------------------------------------------ | ------------------------------------------------------------------------------------------- | -------------------------------------------------------------------------------------- |
| 1 (12)  | NB I (OTP Bank Liga) 12 csapat                                                               | NB I (OTP Bank Liga) 12 csapat                                                                        | NB I (OTP Bank Liga) 12 csapat                                         | NB I (OTP Bank Liga) 12 csapat                                                                | NB I (OTP Bank Liga) 12 csapat                                        | NB I (OTP Bank Liga) 12 csapat                                                        | NB I (OTP Bank Liga) 12 csapat                                                    | NB I (OTP Bank Liga) 12 csapat | NB I (OTP Bank Liga) 12 csapat                                 | NB I (OTP Bank Liga) 12 csapat                   | NB I (OTP Bank Liga) 12 csapat                                   | NB I (OTP Bank Liga) 12 csapat                                               | NB I (OTP Bank Liga) 12 csapat                                       | NB I (OTP Bank Liga) 12 csapat                                                                     | NB I (OTP Bank Liga) 12 csapat                                     | NB I (OTP Bank Liga) 12 csapat                                                                                              | NB I (OTP Bank Liga) 12 csapat                                       | NB I (OTP Bank Liga) 12 csapat                                                       | NB I (OTP Bank Liga) 12 csapat                                                              | NB I (OTP Bank Liga) 12 csapat                                                         |
| 2 (16)  | NB II (Merkantil Bank Liga) 16 csapat                                                        | NB II (Merkantil Bank Liga) 16 csapat                                                                 | NB II (Merkantil Bank Liga) 16 csapat                                  | NB II (Merkantil Bank Liga) 16 csapat                                                         | NB II (Merkantil Bank Liga) 16 csapat                                 | NB II (Merkantil Bank Liga) 16 csapat                                                 | NB II (Merkantil Bank Liga) 16 csapat                                             | NB II (Merkantil Bank Liga) 16 csapat | NB II (Merkantil Bank Liga) 16 csapat                          | NB II (Merkantil Bank Liga) 16 csapat            | NB II (Merkantil Bank Liga) 16 csapat                            | NB II (Merkantil Bank Liga) 16 csapat                                        | NB II (Merkantil Bank Liga) 16 csapat                                | NB II (Merkantil Bank Liga) 16 csapat                                                              | NB II (Merkantil Bank Liga) 16 csapat                              | NB II (Merkantil Bank Liga) 16 csapat                                                                                       | NB II (Merkantil Bank Liga) 16 csapat                                | NB II (Merkantil Bank Liga) 16 csapat                                                | NB II (Merkantil Bank Liga) 16 csapat                                                       | NB II (Merkantil Bank Liga) 16 csapat                                                  |
| 3 (64)  | NB III - Észak-Keleti csoport 16 csapat                                                      | NB III - Észak-Keleti csoport 16 csapat                                                               | NB III - Észak-Keleti csoport 16 csapat                                | NB III - Észak-Keleti csoport 16 csapat                                                       | NB III - Észak-Keleti csoport 16 csapat                               | NB III – Dél-Keleti csoport 16 csapat                                                 | NB III – Dél-Keleti csoport 16 csapat                                             | NB III – Dél-Keleti csoport 16 csapat | NB III – Dél-Keleti csoport 16 csapat                          | NB III – Dél-Keleti csoport 16 csapat            | NB III – Észak-Nyugati csoport 16 csapat                         | NB III – Észak-Nyugati csoport 16 csapat                                     | NB III – Észak-Nyugati csoport 16 csapat                             | NB III – Észak-Nyugati csoport 16 csapat                                                           | NB III – Észak-Nyugati csoport 16 csapat                           | NB III – Dél-Nyugati csoport 16 csapat                                                                                      | NB III – Dél-Nyugati csoport 16 csapat                               | NB III – Dél-Nyugati csoport 16 csapat                                               | NB III – Dél-Nyugati csoport 16 csapat                                                      | NB III – Dél-Nyugati csoport 16 csapat                                                 |
|         | Vármegyei bajnokságok                                                                        | |                                                                        |                                                                                               |                                                                       |                                                                                       |                                                                                   | |                                                                |                                                  |                                                                  |                                                                              |                                                                      | |                                                                    | |                                                                      |                                                                                      |                                                                                             |                                                                                        |
| 4 (287) | Bács-Kiskun vármegyei első osztály 16 csapat                                                 | Baranya vármegyei első osztály 8 csapat                                                               | Békés vármegyei első osztály 12 csapat                                 | Borsod-Abaúj-Zemplén vármegyei első osztály 16 csapat                                         | Budapesti első osztály 16 csapat                                      | Csongrád-Csanád vármegyei első osztály 12 csapat                                      | Fejér vármegyei első osztály 14 csapat                                            | Győr-Moson-Sopron vármegyei első osztály 16 csapat | Hajdú-Bihar vármegyei első osztály 16 csapat                   | Heves vármegyei első osztály 11 csapat           | Jász-Nagykun-Szolnok vármegyei első osztály 16 csapat            | Komárom-Esztergom vármegyei első osztály 13 csapat                           | Nógrád vármegyei első osztály 13 csapat                              | Pest vármegyei első osztály 16 csapat                                                              | Somogy vármegyei első osztály 15 csapat                            | Szabolcs-Szatmár-Bereg vármegyei első osztály 15 csapat                                                                     | Tolna vármegyei első osztály 7 csapat                                | Vas várrmegyei első osztály 13 csapat                                                | Veszprém vármegyei első osztály 15 csapat                                                   | Zala vármegyei első osztály 14 csapat                                                  |
| 5 (470) | Bács-Kiskun vármegyei másodosztály 2 csoport (Észak, Dél) 7+8csapat                          | Baranya vármegyei másodosztály 1 csoport 14 csapat                                                    | Békés vármegyei másodosztály 2 csoport (Észak,Dél) 2x9csapat           | Borsod-Abaúj-Zemplén vármegyei másodosztály 2csoport (Észak,Kelet) 14+15csapat                | Budapesti másodosztály 1 csoport 16csapat                             | Csongrád-Csanád vármegyei másodosztály 1 csoport 14 csapat                            | Fejér vármegyei másodosztály 2 csoport (Észak, Dél) 2x13 csapat                   | Győr-Moson-Sopron vármegyei másodosztály 3 csoport (Észak, Kelet,Nyugat) 14+14+10csapat                                                                                       | Hajdú-Bihar vármegyei másodosztály                             | Heves vármegyei másodosztály 1csoport 16 csapat  | Jász-Nagykun-Szolnok vármegyei másodosztály 1 csoport 14 csapat  | Komárom-Esztergom vármegyei másodosztály 1 csoport 15 csapat                 | Nógrád vármegyei másodosztály 1 csoport 14 csapat                    | Pest vármegyei másodosztály 2 csoport (Észak, Dél) 2x16 csapat                                     | Somogy vármegyei másodosztály 1 csoport 16 csapat                  | Szabolcs-Szatmár-Bereg vármegyei másodosztály 2 csoport (Pannónia Zrt., 2. számú csoport, 3. számú csoport ) 13+13+13csapat | Tolna vármegyei másodosztály 1 csoport 9csapat                       | Vas vármegyei másodosztály 2 csoport ('Északi', 'Déli') 16+15 csapat                 | Veszprém vármegyei másodosztály 1 csoport 11 csapat                                         | Zala vármegyei másodosztály 1 csoport 15 csapat                                        |
| 6 (700) | Bács-Kiskun vármegyei harmadosztály 4 csoport (Észak, Dél, Közép, Nyugat) 16+14+14+13 csapat | Baranya vármegyei harmadosztály 3 csoport (Czibulka Mihály, Csík Jenő, Dárdai Ferenc) 11+11+10 csapat | Békés vármegyei harmadosztály 3 csoport Északi,Közép,Déli 7+6+7 csapat | Borsod-Abaúj-Zemplén vármegyei harmadosztály 2 csoport (Észak-Nyugat, Dél-Kelet) 14+13 csapat | Budapesti harmadosztály 2 csoport (1., 2.) 13+14 csapat               | Csongrád-Csanád vármegyei harmadosztály 1 csoport 12 csapat                           | Fejér vármegyei harmadosztály 4 csoport (Észak,Nyugat,Közép,Kelet, Dél) 6+8+6+6+6 | Győr-Moson-Sopron vármegyei harmadosztály 8 csoport(Győr A, Győr Tartalék , Győr B , Győr C , Móvár, Csorna-Sopron, Csorna-Sopron Tartalék , Sopron B) 10+7+14+10+11+14+12+15 | Hajdú-Bihar vármegyei harmadosztály 2 csoport (Észak,Dél) 9+10 | Heves vármegyei harmadosztály 1 csoport 16csapat | Jász-Nagykun-Szolnok vármegyei harmadosztály 1 csoport 12 csapat | Komárom-Esztergom vármegyei harmadosztály 2 csoport (Észak, Dél) 2x11 csapat | Nógrád vármegyei harmadosztály 2 csoport (Nyugat, Kelet) 2x11 csapat | Pest vármegyei harmadosztály 3 csoport (Észak, Nyugat, Kelet) 3x14 csapat                          | Somogy vármegyei harmadosztály 1 csoport 10 csapat                 | Szabolcs-Szatmár-Bereg vármegyei harmadosztály 3 csoport (Nyugat,Közép,Kelet 13+13+12csapat                                 | Tolna vármegyei harmadosztály 2 csoport (Nyugat, Kelet) 11+13 csapat | Vas vármegyei harmadosztály 3 csoport (Szombathely, Körmend, Sárvár) 14+16+14 csapat | Veszprém vármegyei harmadosztály 4 csoport (Észak, Nyugat, , Dél, Kelet) 15+14+15+15 csapat | Zala vármegyei harmadosztály 4csoport (Észak, , Dél, Nyugat, Kelet) 14+16+14+10 csapat |
| 7 (139) |                                                                                              | |                                                                        |                                                                                               | Budapesti negyedosztály 4 csoport (1., 2., 3., 4.) 15+15+14+14 csapat | Csongrád-Csanád vármegyei negyedosztály 2 csoport •Homokhát •Tisza-Maros 12-12 csapat |                                                                                   | |                                                                |                                                  |                                                                  |                                                                              |                                                                      | Pest vármegyei negyedosztály 4csoport (Északnyugati,Északkeleti,Déli, Délkeleti) 12+12+11+13csapat | Somogy vármegyei negyedosztály 2 csoport (Észak, Dél) 11+12 csapat | |                                                                      |                                                                                      |                                                                                             |                                                                                        |